# Joachim Thumfart

Joachim Thumfart im Mai 2009

Joachim (Joe) Thumfart (* 2. August 1970 in Köln) ist ein erfolgreicher deutscher Ju-Jutsu-Sportler und Ehrenmitglied im Deutschen Ju-Jutsu-Verband (DJJV).
Anfang der 1980er Jahre begann Thumfart mit Ju-Jutsu, seiner Hauptsportart, in der er aktuell (2011) den 7. Dan innehat. Später kamen andere Kampfsportarten hinzu, wie Karate, Judo, Brazilian Jiu-Jitsu und Luta Livre.
Er gehörte von 1990 bis 2000 der deutschen Nationalmannschaft an. Heute ist er  Ju-Jutsu-Lehrer, Diplomtrainer des Deutschen Sportbundes, Landestrainer Ju-Jutsu in Baden-Württemberg, sowie Funktionär in zahlreichen Organisationen rund um Ju-Jutsu bzw. Kampfsport.
Seit Februar 2009 ist Thumfart Direktor Sport & Technik des Weltverbandes Ju-Jitsu International Federation (JJIF).
2018 wurde Thumfart zum Generaldirektor der JJIF ernannt.

## Erfolge
In seiner Hauptsportart Ju-Jutsu kann Thumfart erhebliche Erfolge aufweisen, u. a.:
- Er war zehnfacher Deutscher Meister im Ju-Jutsu in den Disziplinen Fighting, Formenwettkampf und Duo-Wettkampf.
- 1996 Vizeeuropameister im Brazilian Ju-Jitsu
- 1997 Dritter bei den Europameisterschaften im Ju-Jutsu Fighting
- 1998  wurde er zusammen mit seinem Teampartner Sascha Vetter Weltmeister[4] im Ju-Jutsu Duo-Wettkampf und gewann den Europacup
- 2003 Sieg beim Shooto Brazil III